# Кака (митология)
Вижте пояснителната страница за други значения на Кака.
Кака  (лат. Caca; гр. Κακά, наречена на нейния брат Κακός, лат. Cácus) е древно римско божество на дома и домашното огнище. Според митовете e дъщеря на Вулкан и сестра на великанът-крадец Какус, който живял в пещера на Авентин.
Споменава се в дванадесетте подвизи на Херкулес. Кака се влюбва в Херкулес и за да спечели неговата обич му издава къде брат ѝ Какус e скрил от него откраднатите четири двойки крави от стадото на Герион. Херкулес след това убива Какус в скривалището в дълъг тежък бой.
По-късно в Рим освещават за Кака светилище: обградено със стена свято място, в което гори вечен свят огън, пазен от назначени от нея девици – жрици (Весталски девици).
По-късно функциите на Кака като богиня на домашното огнище се приписват на Веста.